# 콜린 쩌우
콜린 쩌우(Collin Chou, 1967년 8월 11일 ~ )는 타이완 태생으로 미국에서 활동중인 배우이다. 중국어 이름은 쩌우자오룽(중국어: 鄒兆龍, 병음: Zōu Zhàolóng, 한자음: 추조룡)이다. 예성으로 불리기도 한다.

## 출연 작품
- 의천도룡기 (1993) - 송청서 역
- 이연걸의 보디가드 (1994)
- 동사서독 (1994)
- 구품지마관 (1994) - 송청서 역
- 반쪽의 이야기 (2020) - 에드윈 추 역